# نيكولا بيشاكوفيتش
نيكولا بيشاكوفيتش (بالصربية: Никола Пешаковић) مواليد 16 أبريل 1991 في تشاتشاك، جمهورية يوغوسلافيا الاشتراكية الاتحادية، هو لاعب كرة سلة صربي. بدأ مسيرته الاحترافية في سنة 2009. يحمل الرقم 7. لعب مع نادي بارتيزان لكرة السلة ونادي إيجوكيا لكرة السلة.

## روابط خارجية
- نيكولا بيشاكوفيتش على موقع كرة السلة الأوروبية.كوم (الإنجليزية)
- نيكولا بيشاكوفيتش على موقع DraftExpress.com (الإنجليزية)
- نيكولا بيشاكوفيتش على موقع ريلجم (الإنجليزية)
- نيكولا بيشاكوفيتش على موقع بروبوليرز (الإنجليزية)